# Santa Maria de Puigpardines
Santa Maria de Puigpardines és un monestir del petit nucli de Puigpardines, al municipi de la Vall d'en Bas (Garrotxa). És una obra protegida com a bé cultural d'interès local.

## Descripció
És un temple originàriament romànic que ha sofert un seguit de transformacions al llarg dels anys que desmereixen les seves línies primigènies. La porta d'entrada estava situada antigament al frontispici de ponent, amb l'arc sostingut per dues columnes de fust monolític i capitell amb ornamentacions florals. Actualment està tapiada. Hi ha una gran torre amb campanar.

## Història
La primera notícia està documentada l'any 1060, en què consta com a parròquia. L'any 1108 el bisbe de Girona, Bernat Humbert, va cedir-la al monestir de Santa Maria de Manlleu. L'any 1362, segons el Llibre verd dels feus de la Seu de Girona, consta encara com a pertanyent al priorat de Manlleu, passant al segle xvi a ser a rectoria independent. Poc després els monjos agustinians de Manlleu van fundar el Priorat de Puigpardines.
Amb els terratrèmols del segle xv es va esfondrar l'absis i en reformar-la van construir al seu lloc la porta d'entrada. A partir de l'any 1592 es va convertir en una parròquia. El temple fou modificat durant el segle xviii i conservà fins a l'any 1936 unes pintures al fresc de Joan Carles Panyó.